# Vicente Zito Lema
Vicente Zito Lema (Buenos Aires, Argentina; 14 de noviembre de 1939 - Ibidem., 4 de diciembre de 2022) fue un poeta, dramaturgo, periodista, filósofo y docente argentino. Se recibió de abogado en 1961 en la universidad nacional de Buenos Aires, especializándose en el estudio y la práctica de los derechos humanos.

## Biografía
Vicente Zito Lema nació en Buenos Aires el 14 de noviembre de 1939 y falleció el 4 de diciembre de 2022. Trabajó como periodista en distintos periódicos como Clarín, El Cronista Comercial y La Opinión. Fue director y fundador de la revista Cero de 1964 a 1967, colaborando con poetas del grupo "Barrilete", entre quienes se encontraban poetas como Miguel Ángel Bustos y Roberto Jorge Santoro. En la revista se llegó a publicar poemas de Hồ Chí Minh por primera vez en castellano, traducidos por Juan L. Ortiz. En 1969, funda y dirige la revista literaria Talismán, en la cual reivindica la figura intelectual de Jacobo Fijman y se ganó la censura por un dossier dedicado a la familia, cuya portada presentaba la fotografía de Zito Lema, su compañera y sus dos hijas, desnudas. La fotografía habría de ser ganadora de un certamen internacional. Talismán está considerada una de las más importantes revistas del surrealismo en la Argentina, donde participaron entre otros Enrique Molina y Aldo Pellegrini. 
En la década del '70 se vincularía con distintas revistas como Liberación colaborando con Julio Cortázar y Rodolfo Walsh, Nuevo Hombre, y Crisis junto con Eduardo Galeano, Haroldo Conti y Federico Vogelius.
Tras el golpe de Estado de 1976 en Argentina, perseguido por la dictadura militar debe dejar el país en 1977 marchando a Europa. Tras haber estado en varios países decide finalmente radicarse en Holanda. Entre sus actividades en el exilio se destaca el haber conformado la Comisión Argentina por los Derechos Humanos (CADHU) junto con otros intelectuales como Julio Cortázar, David Viñas, Eduardo Luis Duhalde, entre otros. Estando exiliado escribe Mater, una de las primeras obras de teatro sobre los desaparecidos y la lucha de las Madres de Plaza de Mayo. Regresa a la Argentina en 1983.
Fue discípulo del creador de la escuela de psicología social, Enrique Pichon-Rivière, y del poeta Jacobo Fijman. Junto con las Madres de Plaza de Mayo funda en 2000 la Universidad Popular Madres de Plaza de Mayo, de la cual fue rector hasta 2003. Dirigió la revista Cultura y Utopía, de la Universidad Popular Madres Plaza de Mayo. 
En el año 2013 es declarado "Doctor Honoris Causa" por la Universidad Nacional de Río Cuarto, en la provincia de Córdoba. En su emotiva disertación recordó su relación con el escritor Haroldo Conti. En el año 2013, fue nombrado "Doctor Honoris Causa" por la Universidad Nacional de la Patagonia. En el año 2014 le otorgó el premio Rosa de Cobre la Biblioteca Nacional. Posteriormente trabajó como profesor de arte terapia y escritura en el centro cultural La Puerta y en el centro cultural Barbecho, a la vez que continuó su trabajo de escritor y poeta.[cita requerida] Tuvo a su cargo una cátedra de arte en el departamento de Historia de la Universidad Nacional de Avellaneda. Fue declarado Personalidad destacada de la cultura y los derechos humanos, por ley de la legislatura de la ciudad de Buenos Aires, en el año 2014.[cita requerida] Falleció el 4 de diciembre de 2022.
Fue un ferviente hincha del club de fútbol Racing Club de Avellaneda.

## Poesía
Su poesía aborda temas de una problemática social e histórica incluyendo relatos, crónicas, datos de episodios políticos. Un lenguaje despojado y veraz refleja la clara intencionalidad de comunicación directa con el lector.

## Obras

### Poesía
- Tiempo de niñez (Editorial Cero, 1964), poemas: Nacimiento; Juegos; Escuela; Fútbol; Faltando a clase; Futuro; No más y un cuento de Jorge Carnevale: Escaparada
- Feudal cortesía en la prisión del cerebro (Rodolfo Alonso Editor, 1969)
- Blues, largo y violento (Ediciones de la Flor, 1971), dedicado a Néstor Martins, abogado defensor de presos políticos, asesinado el 16 de diciembre de 1970 por un grupo parapolicial.
- Homenaje a Rodolfo Ortega Peña, in memoriam a los caídos (Agermanament, 1978), prólogo por Eduardo Luis Duhalde
- Carta de Matilde y otros 4 poemas escritos en Holanda (CADHU, 1982)
- Rendición de cuentas (CADHU, 1982), con introducción de Julio Cortázar.
- Mater (Libros de Tierra Firme, 1984)
- Voces en el hospicio (Ediciones de Fin de Siglo, ISBN 950-99620-0-7, 1990)
- Razón poética (Ediciones Fin de Siglo, ISBN 950-99620-1-5, 1991)
- "'Belleza en la Barricada'" (Ediciones Razón y Revolución, ISBN 978-987-1421-05-3)

### Teatro
- Eva Perón resucitada. Presentada en el Centro cultural y fábrica recuperada IMPA. (2016) https://www.facebook.com/EvaPeronResucitada/
- Oratorio mater (Ed. Contrapunto, ISBN 950-47-0012-8, 1989)
- Delirium teatro (Ed. de la Campana, ISBN 987-9125-17-7, 1999), que contiene: A manera de prólogo; Notas sobre el trabajo; Gurka; Locas por Gardel; Una carretilla de música; El bronce que sonríe; La gran cloaca; Oratorio mater; La piel del otro; Delirium vida.
- Lengua sucia: escenas de poder, servidumbres y muerte (Ediciones Fin de Siglo, ISBN 950-99620-7-4, 2000), con presentación de Horacio González y notas a la lectura de Servidumbres por Alfredo Grande. Contiene: Lengua sucia; Servidumbres; Pasados por agua; La ley del gallinero; La historia del Palangana; Locas por Gardel.
- El bronce que sonríe: el mito, el hombre y la parca (Ed. Continente, ISBN 950-754-126-8, 2004)
- La pasión del piquetero (2005)
- La Fusilación de Manuel Dorrego, Juan José Valle y Darío Santillán (2006)
- GUrKA!
- Sombras nada más
- Gurka, un frío como el agua... seco

### Psicología
- Conversaciones con Enrique Pichón-Riviere sobre el arte y la locura (Timerman Editores, ISBN 950-9693-05-7, 1976)
- El alma no come vidrio. Los manifiestos de la locura (Ed. Topia, ISBN 987-1185-14-6, 2006)

### Otros
- Pueblo en la costa (Editorial Cero, 1966)
- Juicio criminal a don Juan Manuel de Rosas; el documento político más virulento de la historia argentina (Rodolfo Alonso Editor, 1969)
- Breve antología del crimen pasional en la Argentina según las noticias de los diarios durante los años 1968 a 1970, seguida de las constancias judiciales de los casos públicamente conocidos como "El asesinato de la niñera" y "Las amantes de La Plata" (Ed. R. Alonso, 1970), collage de textos periodísticos.
- El pensamiento de Jacobo Fijman, o El viaje hacia la otra realidad (Rodolfo Alonso Editor, 1970)
- La paz de los asesinos (Editorial Papeles de Buenos Aires)
- Triunfos y derrotas (Argenguay, 1981)